# كأس البرازيل 2006
كأس البرازيل 2006 هو الموسم 18 من كأس البرازيل. أقيم خلال الفترة 15 فبراير 2006 وحتى 26 يوليو 2006، وأشرف على تنظيمه اتحاد البرازيل لكرة القدم، وكان عدد الأندية المشاركة فيه 64، وفاز فيه نادي فلامنغو.